# Body, Mind, Soul
Body, Mind, Soul è il quarto album in studio della cantautrice statunitense Debbie Gibson, pubblicato nel 1993.

## Tracce
1. Love or Money – 4:06
2. Do You Have It in Your Heart? – 4:45
3. Free Me – 4:27
4. Shock Your Mama – 4:07
5. Losin' Myself – 5:17
6. How Can This Be? – 3:57
7. When I Say No – 3:54
8. Little Birdie – 3:59
9. Kisses 4 One – 3:49
10. Tear Down These Walls – 4:18
11. Goodbye – 4:47